# Aitor Gabilondo
Pour les articles homonymes, voir Gabilondo (homonymie).
Aitor Gabilondo López, né à Saint-Sébastien en 1972, est un créateur de fiction audiovisuelle basque.

## Famille
Il est le neveu du journaliste Iñaki Gabilondo et de l'homme politique et universitaire Ángel Gabilondo.

## Producteur et réalisateur
Ses séries ont un immense succès, comme Permis de vivre. Il est également à l'origine, avec David Bermejo, de la série de Telecinco et de Netflix reconnue internationalement, Entrevías, avec notamment le grand acteur José Coronado, ainsi que Luis Zahera, et les jeunes acteurs Nona Sobo et Felipe Londoño, ainsi que la comédienne cubaine Laura Ramos et la comédienne catalane Maria Molins. 
Sa série la plus récente, El silencio, est diffusée sur le plan mondial depuis le 19 mai 2023 sur Netflix.